# Umgehungsverbot (anwaltliches Berufsrecht)
Das Umgehungsverbot oder Verbot der Umgehung des Gegenanwaltes ist eine Vorschrift des Berufsrechts der Rechtsanwälte und Patentanwälte. Danach darf ein Anwalt in einem Rechtsstreit für seinen Mandanten nicht direkt mit einem ebenfalls anwaltlich vertretenen Beteiligten Kontakt aufnehmen, sondern muss sich an dessen Anwalt wenden.

## Europäische Union
Auf europäischer Ebene ist das Umgehungsverbot in 5.5. der Berufsregeln der Rechtsanwälte der Europäischen Union (CCBE) im Abschnitt „Das Verhalten gegenüber den Kollegen“ geregelt: „Es ist dem Rechtsanwalt untersagt, sich bezüglich einer bestimmten Sache mit einer Person in Verbindung zu setzen, von der er weiß, dass sie einen Rechtsanwalt mit ihrer Vertretung beauftragt oder seinen Beistand in Anspruch genommen hat, es sei denn, dieser Rechtsanwalt hat zugestimmt und er hält ihn unterrichtet.“

## Deutschland
In Deutschland ist das Umgehungsverbot in § 12 BORA der Berufsordnung für Rechtsanwälte (BORA) geregelt: „Der Rechtsanwalt darf nicht ohne Einwilligung des Rechtsanwalts eines anderen Beteiligten mit diesem unmittelbar Verbindung aufnehmen oder verhandeln.“ Zuvor war es Teil der anwaltlichen Standesrichtlinien. Das Verbot gilt nach § 12 Abs. 2 BORA nicht bei Gefahr im Verzug, jedoch ist der Rechtsanwalt des anderen Beteiligten unverzüglich zu unterrichten, von schriftlichen Mitteilungen ist ihm eine Abschrift unverzüglich zu übersenden.
Sinn und Zweck des Umgehungsverbots ist in erster Linie der Schutz des gegnerischen Mandanten. Darüber hinaus werden der umgangene Rechtsanwalt und der ordnungsgemäße Prozessbetrieb geschützt.
Ein Verstoß gegen das Umgehungsverbot führt je nach Schwere des Verstoßes zu einer berufsrechtlichen Sanktion.
Es ist etwa auch ein fahrlässiger Verstoß gegen das Umgehungsverbot möglich. In diesem Fall reicht ein belehrender Hinweis als berufsrechtliche Sanktion der Rechtsanwaltskammer aus.
Allerdings löst ein Verstoß gegen das Umgehungsverbot keinen wettbewerbsrechtlichen Unterlassungsanspruch des einen Anwalts gegen den anderen Anwalt aus. Denn § 12 BORA ist als wettbewerbsrechtlich neutrale Norm anzusehen, die grundsätzlich keinen Schutz vor anwaltlicher Konkurrenz bietet.
Für Patentanwälte in Deutschland ist das Umgehungsverbot in § 17 BOPA der Berufsordnung der Patentanwälte (BOPA) geregelt: „Der Patentanwalt darf nicht ohne Einwilligung des Patent- oder Rechtsanwalts eines anderen Beteiligten mit diesem unmittelbar Verbindung aufnehmen oder verhandeln, wenn ihm bekannt ist oder sich aus den Umständen, insbesondere aus der Aktenlage, ergibt, dass der andere Beteiligte in dieser Angelegenheit durch einen Patent- oder Rechtsanwalt vertreten ist.“

## Österreich
In Österreich ist das Umgehungsverbot in § 18 der Richtlinien für die Ausübung des Rechtsanwaltsberufes und für die Überwachung der Pflichten des Rechtsanwaltes und des Rechtsanwaltsanwärters (RLBA) des Österreichischen Rechtsanwaltskammertages geregelt.

## Schweiz
In der Schweiz ist das Umgehungsverbot in Art. 30 „Direkte Kontaktaufnahme mit einer anderen Partei“ des Standesrechts des Schweizerischen Anwaltsverbands geregelt. Hierbei handelt es sich jedoch nicht um Verpflichtungen mit Gesetzesrang, sondern um Selbstverpflichtungen der dort organisierten Anwältinnen und Anwälte.

## England und Wales
In England und Wales ist das Umgehungsverbot in Ziffer IB 11.4 des Code of Conduct der Solicitors Regulation Authority geregelt.

## Vereinigte Staaten
In den Vereinigten Staaten ist das Berufsrecht der Anwälte in jedem Bundesstaat separat geregelt. Im für die Rechtsanwaltschaft maßgeblichen Staat New York findet sich das Umgehungsverbot in Rule 4.2 der „Rules of Professional Conduct“ (Regeln für das standesgemäße Verhalten) der New Yorker Anwaltskammer.